# العلاقات السنغافورية الموريشيوسية
العلاقات السنغافورية الموريشيوسية هي العلاقات الثنائية التي تجمع بين سنغافورة وموريشيوس.

## مقارنة بين البلدين
هذه مقارنة عامة ومرجعية للدولتين:
| وجه المقارنة                                              | سنغافورة                                                             | موريشيوس                 |
| --------------------------------------------------------- | -------------------------------------------------------------------- | ------------------------ |
| المساحة (كم2)                                             | 719                                                                  | 2.04 ألف                 |
| عدد السكان (نسمة)                                         | 5.89 مليون                                                           | 1.26 مليون               |
| الكثافة السكانية (ن./كم²)                                 | 819.19 ألف                                                           | 617.65                   |
| العاصمة                                                   | سنغافورة                                                             | بورت لويس                |
| اللغة الرسمية                                             | لغة إنجليزية، اللغة الملايو، اللغة الصينية القياسية، اللغة التاميلية | لغة إنجليزية، لغة فرنسية |
| العملة                                                    | دولار سنغافوري                                                       | روبي موريشي              |
| الناتج المحلي الإجمالي (بليون دولار)                      | 323.91 مليار                                                         | 13.34 مليار              |
| الناتج المحلي الإجمالي (تعادل القوة الشرائية) بليون دولار | 472.59 مليار                                                         | 25.36 مليار              |
| الناتج المحلي الإجمالي الاسمي للفرد دولار أمريكي          | 52.89 ألف                                                            | 9.25 ألف                 |
| الناتج المحلي الإجمالي للفرد دولار أمريكي                 | 82.76 ألف                                                            | 18.59 ألف                |
| مؤشر التنمية البشرية                                      | 0.925                                                                | 0.777                    |
| رمز المكالمات الدولي                                      | +65                                                                  | +230                     |
| رمز الإنترنت                                              | .sg                                                                  | .mu                      |
| المنطقة الزمنية                                           | ت ع م+08:00، توقيت سنغافورة المنسق ‏                                  | ت ع م+04:00              |

## منظمات دولية مشتركة
يشترك البلدان في عضوية مجموعة من المنظمات الدولية، منها:
| علم المنظمة | اسم المنظمة                               | تاريخ انضمام سنغافورة | تاريخ انضمام موريشيوس |
| ----------- | ----------------------------------------- | --------------------- | --------------------- |
|             | مؤسسة التنمية الدولية                     | 27 سبتمبر 2002        | 23 سبتمبر 1968        |
|             | يونسكو                                    | 8 أكتوبر 2007         | 25 أكتوبر 1968        |
|             | وكالة ضمان الاستثمار متعدد الأطراف        | 24 فبراير 1998        | 28 ديسمبر 1990        |
|             | الأمم المتحدة                             | 21 سبتمبر 1965        | 24 أبريل 1968         |
|             | دول الكومنولث                             | ?                     | ?                     |
|             | الاتحاد البريدي العالمي                   | ?                     | ?                     |
|             | البنك الدولي للإنشاء والتعمير             | 3 أغسطس 1966          | 23 سبتمبر 1968        |
|             | المنظمة الهيدروغرافية الدولية             | ?                     | ?                     |
|             | الاتحاد الدولي للاتصالات                  | 22 أكتوبر 1965        | 30 أغسطس 1969         |
|             | منظمة حظر الأسلحة الكيميائية              | ?                     | ?                     |
|             | مؤسسة التمويل الدولية                     | 4 سبتمبر 1968         | 23 سبتمبر 1968        |
|             | المركز الدولي لتسوية المنازعات الاستشارية | 13 نوفمبر 1968        | 2 يوليو 1969          |
|             | منظمة التجارة العالمية                    | ?                     | ?                     |
|             | تحالف الدول الجزرية الصغيرة               | ?                     | ?                     |
|             | منظمة الشرطة الجنائية الدولية             | ?                     | ?                     |

## وصلات خارجية
- موقع وزارة الخارجية السنغافورية